# Alexandru Vaida
Alexandru Vaida (n. 18 iunie 1894, Nadișul Român, comitatul Sălaj, Regatul Ungariei – d. 1943) a fost  delegat la Marea Adunare Națională de la Alba Iulia din 1 decembrie 1918.

## Biografie
Studiază la Școala de notari din Făgăraș. Până la Marea Unire a funcționat ca și notar.

## Activitate politică
În 1918 devine activ în organizarea C.N.R. din localitatea Nadiș, fiind ales membru în acest consiliu. A fost comisar în cadrul Direcției de Poliție Cluj, în perioada 1923-1926 a funcționat ca și notar în Cehu Silvaniei iar mai târziu la Crasna.